# Simonne Volterra
Pour les articles homonymes, voir Volterra (homonymie).
Simonne Volterra est une directrice de théâtre française, née Jeanne Simonne Henriette  Joubert-Rey le 26 octobre 1898 à Bilbao (Espagne), morte le 26 juin 1989  à Ramatuelle, dans son château du cap Camarat .

## Biographie
Simonne Joubert-Rey grandit à Bordeaux où son père Adolphe Joubert est directeur d'une usine métallurgique. Elle passe ses deux baccalauréats en 1914. En 1916, elle entre sur concours au Conservatoire national d'art dramatique. Lors d'une audition au Casino de Paris, en 1918, elle rencontre Léon Volterra, qui en est le directeur ainsi que du théâtre de Paris. Elle épouse Volterra en 1921.
Ensemble, ils achètent, sur la commune de Ramatuelle, une grande demeure sur le cap Camarat, devenu château Volterra. À Paris, aux côtés de son mari, elle s'occupe activement de la gestion de leurs salles de spectacle.
Après leur séparation en 1946, elle reprend  la direction du Théâtre Marigny, où elle accueille la Compagnie Renaud-Barrault. Sous sa direction, la compagnie créée notamment Le Procès (1947), L'État de siège (1948), Partage de midi (1948), Volpone (1955). Elle accueille par la suite la Compagnie Grenier-Hussenot dont les principaux comédiens sont, Jean-Pierre Marielle, Jean Rochefort, Henri Virlogeux, Roger Carel et occasionnellement Jean-Paul Belmondo. 
Simonne Volterra prend sa retraite en 1963 et s'installe définitivement dans sa maison au Cap Camarat. 
Elle est la grand-mère de la comédienne Maureen Kerwin, également élève au Conservatoire de 1969 à 1972.